# Diga di Gölköy
La diga di Gölköy è una diga della Turchia. Si trova nella provincia di Bolu.